# Charles Johnston Badger
Pour les articles homonymes, voir Badger.
Charles Johnston Badger (né le 6 août 1853 et mort le 7 septembre 1932) est un contre-amiral de la Marine américaine. Il participe à la guerre hispano-américaine puis commande l'Atlantic Fleet avant d'intégrer le General Board durant la Première Guerre mondiale. Membre de la Loyal Legion ainsi que des Fils de la Révolution américaine, il est notamment décoré de la Navy Distinguished Service Medal et est enterré au cimetière national d'Arlington.

## Biographie
Pour sa participation efficace au General Board durant la Première Guerre mondiale, Badger se voit décerner la Navy Distinguished Service Medal.